# むてきまるちゃんねる
むてきまるちゃんねるは、日本のYouTubeプロジェクト。キャッチフレーズは「お魚でポケモンクリア!?（Clear the pokemon with fish!?）」、「ペットの魚がポケモンクリア（Fish Play Pokemon）」

## 概要
当チャンネルは新型コロナウイルス感染拡大防止に協力します。
お魚を見ておうち時間を楽しみましょう！
The channel is committed to helping to prevent the spread of COVID-19.
Let's all watch the fish, STAYHOME!—チャンネル概要欄
ゲームキューブのゲームボーイプレーヤーとUSBカメラ、自作基盤などを水槽内で魚の位置を検出してキーを選択するアルゴリズムをプログラミングを駆使してゲームをプレイ。熱帯魚のベタが水槽のどこを泳ぐかによって、どの入力を行うかが決定される。そのため、ゲームWebメディアであるAUTOMATONの記事内では「おさかな実況」とも呼ばれている。
当初のコンセプトは「社会人の代わりにお魚がゲームをプレイします」だった。
1番目にプレイしたゲームは「ポケットモンスター サファイア」。ゲームの殿堂入り（すべてのジムトレーナー・リーグトレーナーの制覇）を目標に、基本24時間体制で配信を開始した。その後、プレイ開始から約3195時間を経てゲームの殿堂入りを果たし、現段階の目標を達成した。
プレイヤーである魚は観賞用ベタ6匹。非プレイヤーのオトシンクルス2匹を含め、6匹ともペットショップにて購入された。
配信は、半日毎に枠を切り替えている。これはYouTubeの仕様上、ライブ配信のアーカイブは12時間以上残らないためである。
また複数の水槽で魚を飼育しており、魚の体調を考慮し12時間は暗所で休息できる配慮がなされている。
リーダーのむてきまるは、普段は会社員であることを公表している。
YouTuberからは東海オンエア・はじめしゃちょー、芸能人からは伊集院光など、著名なファンも本チャンネルを視聴している。
2022年12月8日に企画終了のお知らせをし、同年12月11日に記念配信を行った。

## メンバー
2020年11月10日現在。

### 運営
| 名前             | 主な役割                                   |
| リーダー         | リーダー                                   |
| ---------------- | ------------------------------------------ |
| むてきまる（主） | 魚の世話を担当                             |
| モデレーター     |                                            |
| 甘党             | ゲームの進捗を伝達                         |
| カオナシ_        | ゲームの進捗を伝達                         |
| 横山             | ゲームの進捗を伝達、不適切なコメントを削除 |
| いくら丼         | 不適切なコメントを削除                     |
| Leithe ǝɥʇ!ǝ˥    | 翻訳担当                                   |
| SyoSin Sya・竹   | 不適切なコメントを削除                     |
| えふぃ           |                                            |

### プレイヤー
- 2021年6月現在、ベタは水槽にて2匹飼育されており、放送上限の約12時間おきに定点カメラを移動させ水槽を映し出している。また、2021年4月より｢むてきまる水族館の住人たち｣としてオトシンクルス、ブラック＆ゴールドライヤーモーリーらがプレイヤーに加わった。

| むてきまる | 名前                | 体色                   | 品種             | 備考                                       |
| ---------- | ------------------- | ---------------------- | ---------------- | ------------------------------------------ |
| 初代       | モーリス（Maurice） | 青                     | トラディショナル | 2021年5月24日ごろ死亡                      |
| 2代目      | ポニョ（Ponyo）     | 赤                     | トラディショナル | 2021年2月上旬ごろ死亡                      |
| 3代目      | ムーー（Moo）       | 青                     | クラウンテール   | 2020年7月17日より参加                      |
| 4代目      | ララ（Lala）        | 紅白（通称：コイベタ） | プラカット       | 2020年8月23日より参加 2022年8月下旬死亡    |
| 5代目      | トトココ            | 三色→青                | プラカット       | 2020年11月12日に命名 2021年3月27日ごろ死亡 |
| 6代目      | ユミ                |                        | ショーベタ       | 2020年12月6日に命名 2021年3月29日ごろ死亡  |

### プレイヤー補助
- オトシンクルスさん（タンクメイト） -  
  - 混泳させることでベタが適度に威嚇を行い、健康状態を保たせている。
  - 後述のチャンネル「さぶ」のみの登場であったが、2020年9月12日よりレギュラー入り。
  - 2021年4月より、｢むてきまる水族館の住人たち｣の一員としてプレイヤーとしてもレギュラー入りを果たした。

## 歴史

### 2020年
- 5月7日、YouTubeチャンネル開設。
- 5月19日、Twitterに初めてツイート[3]。
- 5月27日、むてきまるくん（現:モーリス）を購入[4]。
- 6月8日、初配信[注 1][5]。
- 6月30日、前日の配信がフランスのまとめサイトに取り上げられ、フランス内で話題になる[6]。
以降、フランス語でのツイートが大幅に増える。
- 7月4日、赤い魚の名前をDiscordにて決めることを自身のTwitterにて予告[7][注 2]。ポニョ（Ponyo）に決定。同時にモーリスが青い魚の正式な名前となった。
- 7月11日、「Patterrz」というイギリスのYouTuberに紹介される[8]。
- 7月14日、ポニョがパートナーであるバシャーモ（ニックネーム:ノホホホホ）とココドラ（マゥ）とハスボー（トゥンンテ）を逃がす。事態を知ったむてきまるがその様子をTwitterに投稿し、ねとらぼ、LINEニュースなどに取り上げられて日本で話題になる[1][2][9]。
- 7月17日、三匹目となる新しい魚の名前を決め、選考の末「ムーー」に決定。名前は魚自身が決めた。方法は、「ニックネームを付けたジグザグマ4匹でライバルのハルカにバトルを挑み、最後まで残ったポケモンの名前にする」というものだった[注 3][10]。
- 7月21日、魚がpHショックを起こしたため活動休止[1][11]。ポニョは白点病（コショウ病）になる[12]。
- 7月26日〜29日、テスト配信。
- 7月30日、ムーーとモーリスのみ活動再開[13]。
- 8月2日、モーリスがストレスにより、自身の尾ビレを自切。むてきまるはアクアラボ平安とコンタクトを取りアドバイスを受け、対策を取る[14]。
- 8月4日、「サファイア」のプレイ時間が1000時間を超える。
- 8月8日、サブチャンネル「むてきまるちゃんねる さぶ -Mutekimaru Subchannel-」を開設。
- 8月13日、メンバーシップ制度を解禁。
  - 同日、ポニョが活動再開（様子見として）[15][16]。
- 8月16日、サブチャンネルでも24時間配信を開始[17]。
- 8月21日、チャンネル登録者数が10万人を突破する。
- 8月23日、四匹目となる新しい魚の名前を決め、選考の末「ララ」に決定[注 4][18]。
- 9月16日、「サファイア」のプレイ時間が2000時間を超える。
- 9月30日、かいていどうくつ攻略中、特定の動作によりかいりきで動かせる岩の座標が重なるバグを発見する。[19]
- 10月31日、「サファイア」のプレイ時間が3000時間を超える。
- 11月7日、約3195時間目にて「サファイア」を殿堂入り。本チャンネル当初の目標を達成する。
- 11月14日、新しくポケットモンスター リーフグリーンを始める。
- 11月18日、チャンネル登録者10万人記念品である銀の盾開封動画に6匹目の魚が初登場する（この時点では名前未定）。
- 12月6日、6匹目の魚の名前が「ユミ」に決定する。

### 2021年
- 3月20日、ポニョが2月上旬ごろ死亡したことを公表[20]。
- 4月7日、昼枠の配信を再開。なおプレイするお魚はベタではなく、オトシンクルスやブラック＆ゴールドライヤーモーリーなどのむてきまる水族館の住民となっている。サブチャンネルとの同時配信も開始。
- 4月8日、トトココとユミが死亡したことを公表[21]。
- 4月22日 、約3591時間目にてポケットモンスター リーフグリーンの殿堂入りを果たす。本チャンネル2度目のクリアとなった。
- 5月14日、 新しくポケットモンスター エメラルド を始める。なお、当企画は本チャンネル初めての視聴者参加型企画であり、ロボベタゲーマーズ -ベタキン- 氏、 鈴木けんぞう 氏とクリアタイムを競った。(各チャンネル固有の縛りルール適用)
- 5月24日、モーリスが死亡したことを公表[22]。
- 5月31日、約390時間目にて ポケットモンスター エメラルド の殿堂入りを果たす。本チャンネル3度目のクリアとなった。
- 7月25日、 新しくポケットモンスター クリスタル を始める。当企画は週末のみ視聴者参加型の企画となった。
- 9月12日、 ポケットモンスター クリスタル内で色違いのライコウに遭遇。
- 11月10日 、約2459時間目にてポケットモンスター クリスタルの殿堂入りを果たす。本チャンネル4度目のクリアとなった。
- 11月21日、 新しくポケットモンスター ブリリアントダイヤモンド を始める。当企画は2作ぶりの視聴者非参加型となる。

### 2022年
- 5月10日 、約3929時間目にてポケットモンスター ブリリアントダイヤモンドの殿堂入りを果たす。本チャンネル5度目、視聴者非参加型の企画では3度目のクリアとなった。
- 5月15日、 新しくポケットモンスター シールドを始める。
- 7月18日 、約1493時間目にてポケットモンスター シールドの殿堂入りを果たす。本チャンネル6度目、視聴者非参加型の企画では4度目のクリアとなった。
- 8月7日、 ポケットモンスター シールドの追加コンテンツである「鎧の孤島編」を始める。
- 9月12日、ララが8月下旬に死亡したことを公表[23]。
- 9月13日、 ポケットモンスター シールドの追加コンテンツである「冠の雪原編」を始める。
- 11月18日、 新しくポケットモンスター バイオレットを始める。
- 12月8日、 配信者の生活形態の変化により企画の続行が困難と判断し、近日中にお魚ポケモンの企画を終了予定であることが、配信者により告知される。またお魚は配信者の実家に預けられると告知動画内で告げられている[24]

### 2023年
- 1月15日、 ポケットモンスター バイオレットのエラーによる強制終了が起因し、魚の手によってホーム画面からニンテンドーeショップへ移動され、配信者のクレジットカードを使用して500円を購入（課金）した。配信者がその様子をTwitterに投稿[25]した結果、モデルプレス[26]やねとらぼ[27]を初めとした多数のネットメディアで紹介されたほか、IGN[28]やCNN[29]などの海外メディアでも取り上げられるなど、大きく注目された。
- 3月12日、「お魚でポケモンクリア」の企画を終了。

### 2024年
- 4月12日、新しくポケットモンスターサファイアをAIの魚によるプレイを始める。

## むてきまるちゃんねる さぶ
むてきまるちゃんねる さぶは、むてきまるちゃんねるのサブチャンネル。2020年8月8日に開設。
主に、ベタとオトシンクルスの観察動画やむてきまるの管理人本人によるゲーム実況動画を上げている。「コメント操作編」が行われた当初はチャットを楽しみたい人のためのチャットルームとして機能していた。
定点カメラの動画のタイトルには【反省会会場】や【祝賀会 / 送別会】、【睡眠導入】などが入ることもある。